# Leica Microsystems

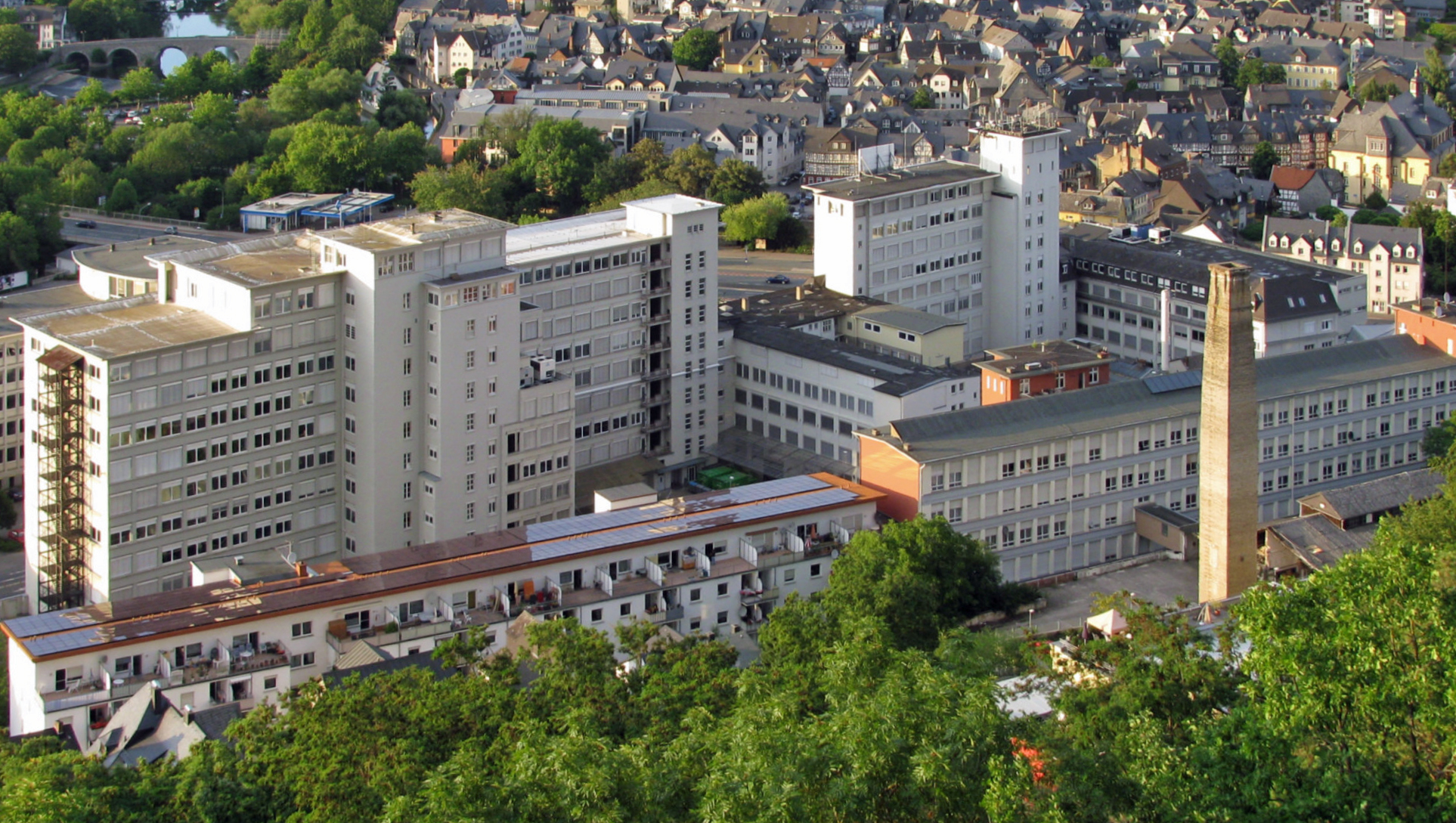
Leica-Stammsitz in Wetzlar

Leica Microsystems ist ein deutscher Hersteller von Lichtmikroskopen, Geräten für die Erstellung mikroskopischer Präparate sowie verwandter Produkte. Das Unternehmen besitzt zehn Produktionsstätten in acht Ländern sowie Vertriebs- und Serviceorganisationen in 19 Ländern. In über 100 weiteren Ländern übernehmen Vertragspartner den Vertrieb.
Leica Microsystems ist 1997 als eines von drei Nachfolgeunternehmen aus der 1869 von Ernst Leitz gegründeten Firma Leitz in Wetzlar hervorgegangen.

## Geschichte
Die Geschichte der Vorläuferfirma Leitz ist weitgehend im dortigen Artikel dargestellt.
Anfang der 1970er Jahre entwickelte sich eine Kooperation zwischen Leitz und dem Schweizer Optikunternehmen Wild Heerbrugg, die 1986 zur Gründung des Wild-Leitz-Konzerns führte. 1990 erfolgte eine weitere Fusion mit der Cambridge Instruments Gruppe, zu der neben Cambridge Instruments selbst der Heidelberger Mikrotom-Hersteller Jung, der Wiener Optikfabrikant Reichert sowie die Mikroskopiebereiche der nordamerikanischen Optikunternehmen Bausch & Lomb und American Optical und somit die ganze nordamerikanische Mikroskopindustrie gehörten.
1997 wurde die Leica-Gruppe in drei voneinander unabhängige Unternehmen aufgeteilt. Neben Leica Microsystems entstanden Leica Camera und Leica Geosystems. Nach gut sieben Jahren im Besitz der Investmentgesellschaft Permira wurde Leica Microsystems im Juli 2005 von der US-amerikanischen Danaher Corporation gekauft.
Dreimal hat Leica Microsystems beziehungsweise die Vorläuferfirma den Innovationspreis der deutschen Wirtschaft erhalten, das erste Mal 1984 für das Akustomikroskop ELSAM. Dieses Gerät sendete Ultraschall-Impulse im Frequenzbereich zehn Megahertz bis zwei Gigahertz und empfing deren Reflexechos. Die Echos wurden anschließend in Videosignale überführt und als Bildpunkte auf einem Monitor sichtbar gemacht, ähnlich wie dies auch bei einem normalen Ultraschallgerät geschieht. Mittlerweile hat Leica den Vertrieb von Akustomikroskopen jedoch eingestellt. Die beiden weiteren Preisgewinne erfolgten 2002 für das DUV-Objektiv für Fotomasken- und Waferherstellung und 2005 für das Fluoreszenzmikroskop Leica TCS 4PI, die kommerzielle Version des 4Pi-Mikroskops.

## Technologien und Produkte

### Lichtmikroskopie
Die Lichtmikroskopie bildet nach wie vor einen Schwerpunkt des Unternehmens. Die Palette reicht hier von vergleichsweise einfachen Stereomikroskopen und Kursmikroskopen bis zu High-End Forschungsmikroskopen, bei denen es weltweit nur noch drei Konkurrenten gibt (Nikon, Olympus und Zeiss). In den Bereich der Forschungsmikroskope gehören neben konventionellen Lichtmikroskopen auch verschiedene Arten von Laser-Scanning-Mikroskopen, und zwar konfokale Laserscanningmikroskope nach dem Punktscanner-Prinzip sowie die von Leica kommerzialisierten STED-Mikroskope. Mit diesem Mikroskoptyp, der auf Forschungsarbeiten von Stefan Hell und Mitarbeitern beruht, kann die Abbe'sche Auflösunggrenze umgangen werden, so dass Strukturen mit einer größeren Detailschärfe und einem Zugewinn an struktureller Information räumlich dargestellt werden können.
Für konventionelle Mikroskope bietet Leica verschiedene Kamerasysteme als Zubehör an, daneben gehört Software zur Bildanalyse zum Programm, unter anderem für die zytogenetischen Forschung zur Lokalisierung von Genen.
Spezielle Lichtmikroskopische Optiken werden in der Wafer- und Fotomaskenprüfung eingesetzt. Die miniaturisierten Strukturen auf Wafern und Chips können nur mit tiefem ultravioletten Licht auf einer Wellenlänge von 248 Nanometern oder weniger abgebildet werden. Der bei herkömmlichen Objektiven verwendete Kitt zwischen den einzelnen Linsen hält dem ultravioletten Licht jedoch nur eine begrenzte Zeit stand und trübt ein – das Objektiv muss ersetzt werden. 2001 entwickelte Leica Microsystems ein Objektiv für diese Anwendungen, das ohne Kitt auskommt und somit keine begrenzte Lebensdauer hat (DUV-Objektiv in „Airspace Technology“). Diese Entwicklung wurde 2002 mit dem Innovationspreis der Deutschen Wirtschaft in der Kategorie Mittelstand ausgezeichnet.

### Schneiden und Färben
Leica Microsystems (Leica Biosystems in Nußloch) ist Hersteller verschiedener Systeme für die Histologie und Pathologie. Mit Mikrotomen und Kryostaten werden dünne Schnitte von biologischem Gewebe hergestellt und anschließend mit Spezialfarbstoffen angefärbt, beispielsweise um gut- oder bösartige Gewebeveränderungen erkennbar zu machen. 2003 führte Leica die erste vollautomatische Färbestation für Gewebeproben in den Markt ein, eine flexible Lösung für Zytologie- und Pathologielabore. Mikrotome werden auch in der Industrie für das Schneiden von Kunststoffen, Folien oder Spritzgussteilen, Autoblechen, Leder, Nahrungsmitteln und anderen Dingen eingesetzt.
Zur Herstellung von ultradünnen Schnitten für die Elektronenmikroskopie wurde eines der ersten Ultramikrotome von Hellmuth Sitte in Wien entwickelt und seit den fünfziger Jahren von Leica produziert. Bis heute ist der Wiener Geschäftsbereich Weltmarktführer in der Probenpräparation für die Transmissionselektronenmikroskopie.
Im Mai 2018 wurde in Nußloch ein neues, 556 Quadratmeter großes Bürogebäude eröffnet.